# Frente Patriótico para el Progreso
El Frente Patriótico para el Progreso (FPP, en francés: Front Patriotique pour le Progrès) es un partido político de la República Centroafricana.
El Frente estuvo fuertemente opuesto al presidente Ange-Félix Patassé. En 2002, se retiró de la coalición de la oposición.
En las elecciones presidenciales del 13 de marzo de 2005, el FPP candidató a Abel Goumba y obtuvo el 2.5% de los votos. En las elecciones parlamentarias del mismo día, obtuvo 2 escaños de 105 en la Asamblea Nacional.
El hijo de Goumba, Alexandre fue elegido para nuevo presidente del FPP el 5 de marzo de 2006 en una asamblea extraordinaria del partido.
El FPP es miembro de la Internacional Socialista.